# A letto, ragazzi!
A letto, ragazzi! (All Night) è un film muto del 1918, diretto da Paul Powell.
La sceneggiatura del film si basa sul racconto One Bright Idea di Edgar Franklin (pseudonimo di Edgar Franklin Stearns), pubblicato a puntate sulla rivista All-Story Weekly dal 29 giugno al 20 luglio 1918.

## Trama

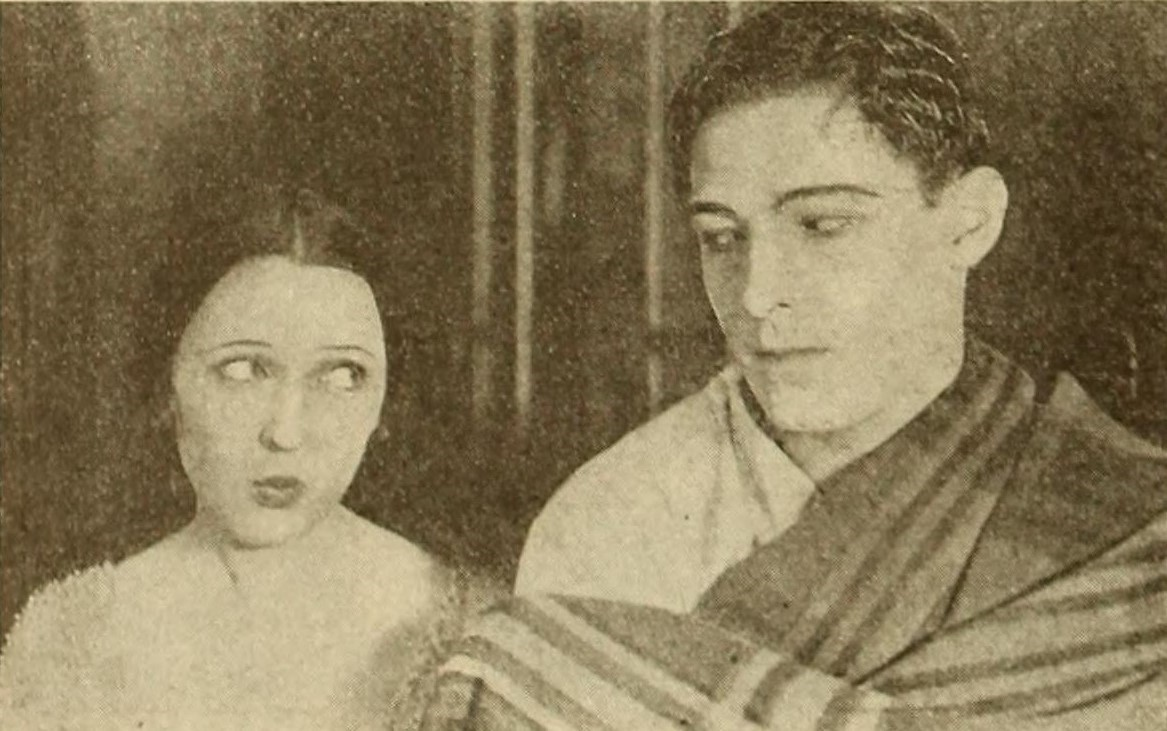
Carmel Myers e Rodolfo Valentino

Richard Thayer chiede all'amico William Harcourt di invitare a cena Elizabeth Lane, una signorina molto popolare di cui Richard è innamorato e alla quale vorrebbe chiedere di diventare sua moglie. In casa di Harnoncourt, però, scoppia una crisi perché i domestici, i quali hanno scoperto che i padroni stanno avendo dei guai finanziari e non possono per il momento pagare loro gli stipendi, se ne vanno via disgustati, lasciando la casa senza servitù. Inaspettatamente, a cena si presenta Bradford, un eccentrico milionario dalle cui finanze dipendono gli Harcourt. Per rimediare alla carenza di servizio e volendo nascondere a Bradford quello che è successo, gli Harcourt chiedono a Richard e a Elizabeth di farsi passare per domestici. Il milionario, intanto, comincia a rimproverare gli Harcourt perché non hanno figli. Poi, quando arriva il padre di Elizabeth, il colonnello Lane, che chiede di sua figlia (che è ancora travestita da domestica), Harcourt racconta a Bradford che Lane, con le sue assurde pretese di voler vedere una figlia di fantasia, è soltanto un povero pazzo. Il milionario, allora, chiude il supposto pazzo dentro a un armadio. Ma dopo un po', Harcourt è costretto a confessare il suo stratagemma: Bradford loda Richard, accettando di sostenerlo. Richard ed Elizabeth, dopo aver passato tutto quel tempo insieme, ormai si sono conosciuti anche piuttosto bene e hanno finito per fidanzarsi.

## Produzione
Il film - con il titolo di lavorazione One Bright Idea - fu prodotto dall'Universal Film Manufacturing Company (con il nome Bluebird Photoplays).

## Distribuzione
Il copyright del film, richiesto dalla Bluebird Photoplays, Inc., fu registrato il 9 novembre 1918 con il numero LP13029.
Distribuito dall'Universal Film Manufacturing Company, il film uscì nelle sale cinematografiche statunitensi il 30 novembre 1918. In Polonia, prese il titolo Cala noc. In Italia il film arrivò nel 1923, distribuito dalla Goldwyn Pictures in una versione di 1.253 metri, ottenendo il visto di censura numero 18124. Ne esiste ancora copia completa in 16 mm. conservata negli archivi del George Eastman House di Rochester. Masterizzata, è stata distribuita in DVD nel 2005 dalla Grapevine.